# Тріумф простої людини
Тріумф простої людини (пол. Triumf człowieka pospolitego)- книга Ришарда Легутка, видана 2012 року у видавництві Zysk i S-ka. Есе присвячено аналізу подібності між ліберальною демократією та комунізмом і соціалізмом .

## Іноземні видання
- У 2016 році в США було опубліковано англійський переклад цієї публікації [2] під назвою The Demon in Democracy: Totalitarian Temptations in Free Societies, Encounter Books, New York.
- У 2017 році книга була опублікована німецькою мовою, Dämon der Demokratie - Totalitäre Strömungen in liberalen Gesellschaften, видавництво Karolinger Verlag, Відень [3].
- Чеською мовою Triumf průměrného člověka, виданий видавництвом Centrum pro study democracie a culture, Брно [4] .
- Румунське видання: Triumful omului de rând, Casa Cărţii de Ştiinţă, Cluj-Napoca 2017 [5].
- Хорватське видання: Demon u demokraciji, Verbum 2019 [6].
- Французьке видання: Le diable dans la démocratie, 2021 [7].